# Gare Mirabel
Cet article concerne la gare. Pour la ville de Mirabel, voir Mirabel (Québec). Pour les autres significations, voir Mirabel.
La gare Mirabel est une gare ferroviaire située sur la ligne Saint-Jérôme du réseau de train de banlieue de Montréal. Elle est située sur la rue Victor, dans le secteur de Saint-Janvier de la ville de Mirabel, dans la province de Québec, au Canada. Mise en service en 2021, elle est exploitée par Exo.

## Situation ferroviaire
La gare de Mirabel est située sur la ligne Saint-Jérôme, à voie unique, entre les gares Blainville et Saint-Jérôme.
La gare comporte un quai latéral et une voie d'évitement.

## Histoire
Le projet de la gare, dite de Mirabel se précise en 2015, son emplacement, dans le secteur de Saint-Janvier, a été choisie par la municipalité et le gouvernement. Elle sera établie dans l'est de la ville, à l'est de autoroute 15 sur des terres agricoles acquises par Exo au terme d'une longue négociation à laquelle ont participé la municipalité et l'Union des producteurs agricoles. Le projet compte la gare, mais aussi un parking de 800 places et une zone de logements multiples. Le chantier débute à l'automne 2019, par la phase 1 qui concerne la préparation des sols, notamment un drainage, avant les gels de l'hiver. La phase II est mise en chantier en juin 2020, elle comporte la construction du quai, le parking, une boucle routière pour les bus. 
La gare Mirabel est mise en service le 4 janvier 2021,. Elle dispose : d'un quai de 300 m de long, d'un stationnement de 333 places, d'un dépose-minute et d'une boucle d'autobus comprenant trois quais La finition, avec notamment les aménagements paysagers et la pose de l'asphalte, est prévue d'être achevée à pendant l'été 2021.

## Service des voyageurs

### Accueil
Son accès est situé au 18245, rue Victor. Elle dispose d'un quai avec un abri.

### Desserte
La gare Mirabel est desservie par les trains de banlieue de la ligne Saint-Jérôme.

Installations et desserte
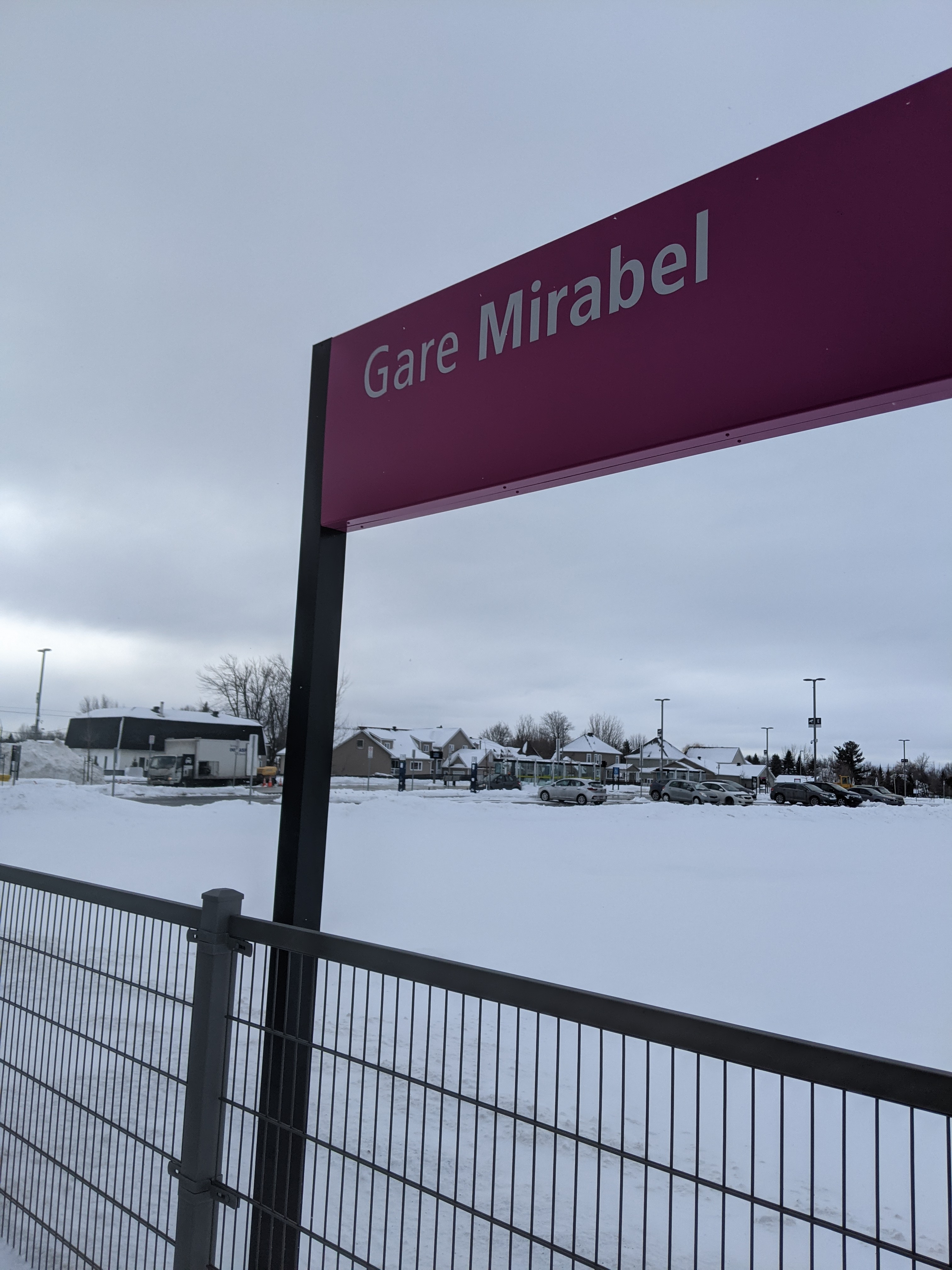
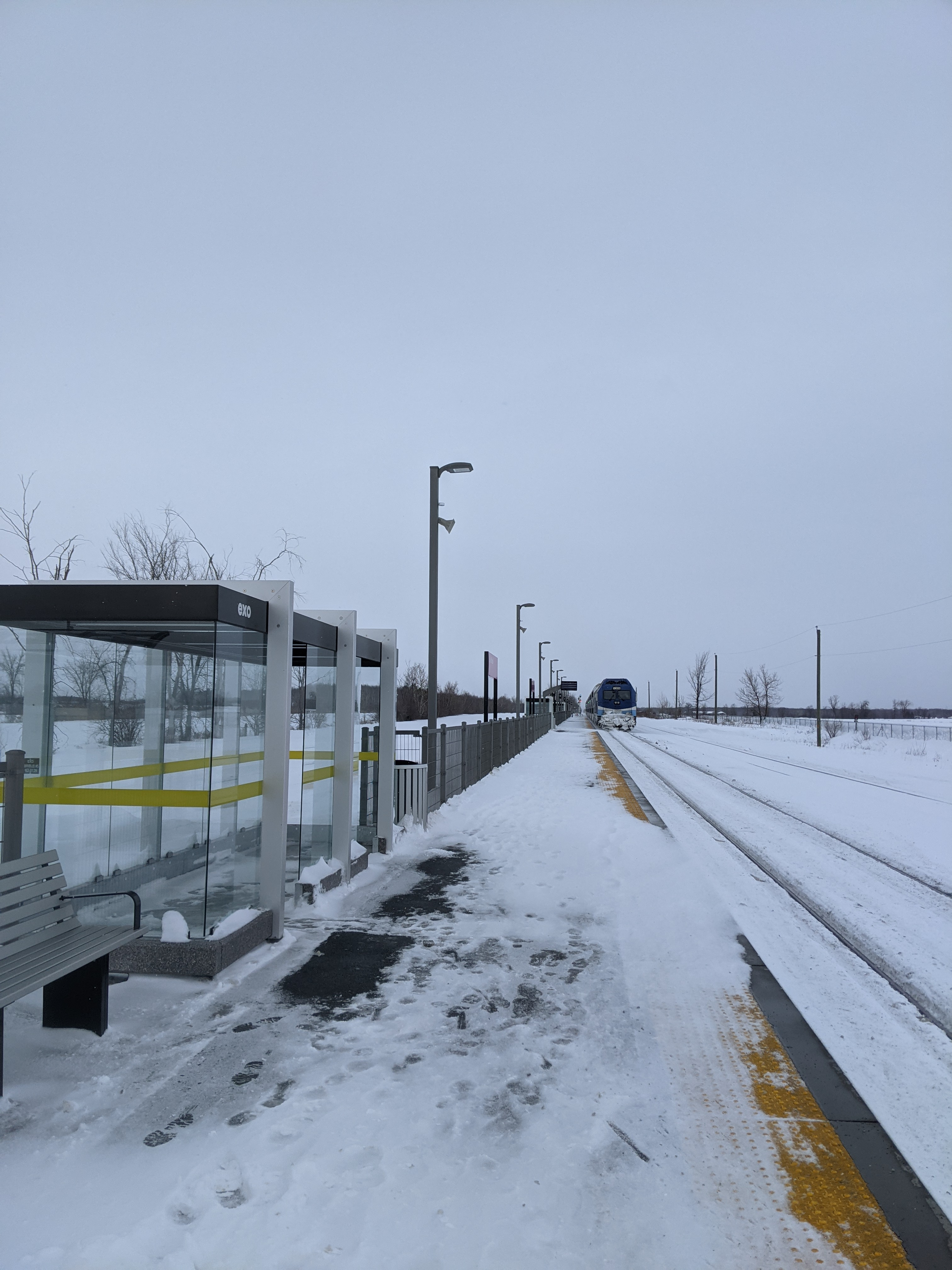
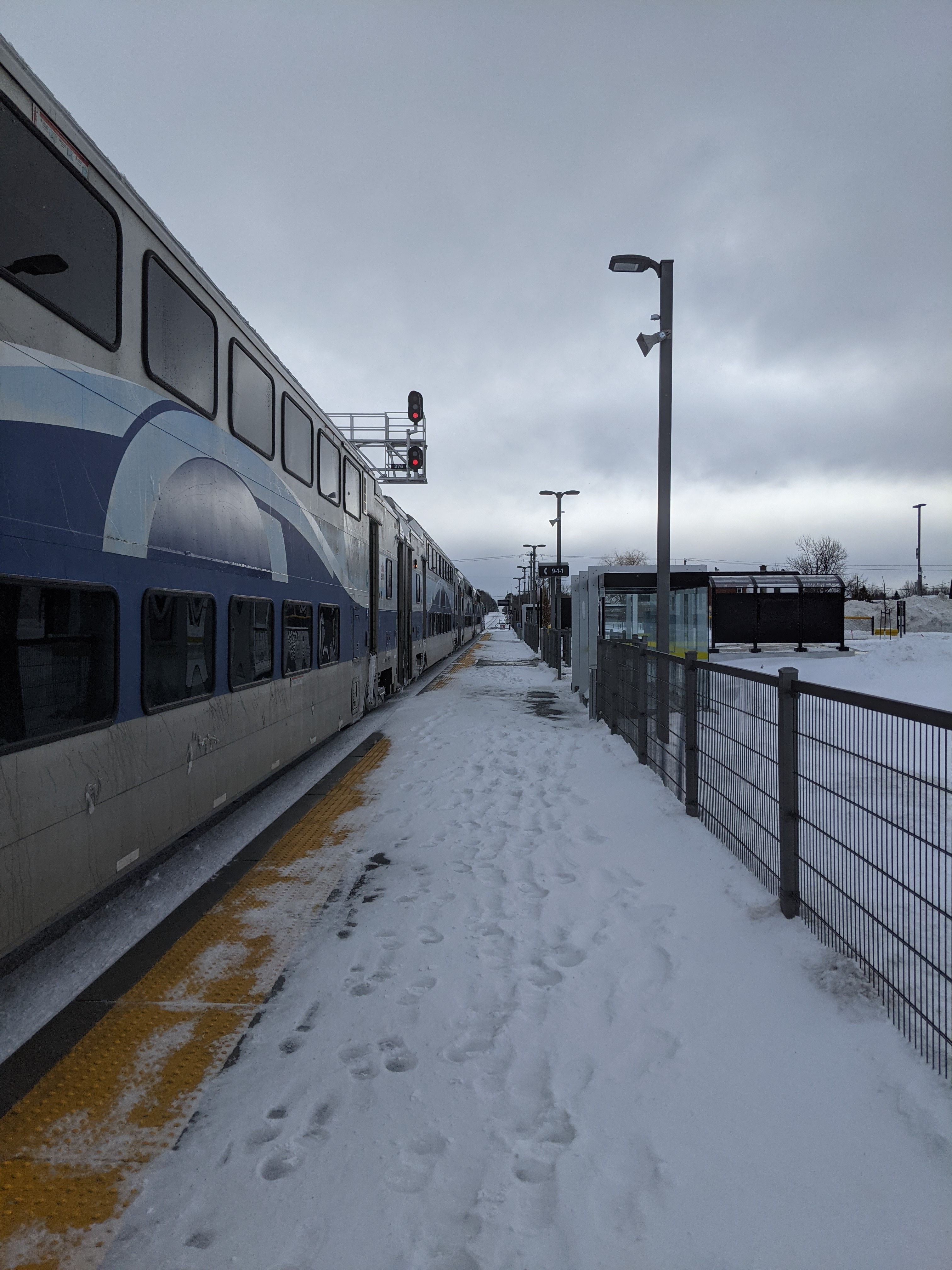

### Intermodalité
Elle est desservie par des bus, est équipée : d'un abri, pour les vélos, de 22 places, d'un parking de 333 places pour les véhicules, de quatre bornes de recharge pour les véhicules électriques et d'un espace dépose minute.